# Volcán Wolf
Volcán Wolf is de hoogste bergtop van de Galapagoseilanden; deze vulkaan ligt op het eiland Isabela en is 1.707 m hoog. Het is een schildvulkaan met de karakteristieke vorm van een omgekeerd soepbord.
De vulkaan is vernoemd naar  Franz Theodor Wolf, een Duitse geoloog en paleontoloog die onderzoek deed op de Galapagos eilanden in de 19e eeuw. Er is ook een eilandje, Isla Wolf dat in het noorden van de archipel ligt, vernoemd naar hem.

## Geologie
In een proces dat lijkt op de vorming van de Hawaïaanse eilanden, zijn de Galapagoseilanden gevormd uit een mantelpluim met een bijbehorende hotspot. Deze zogenaamde mantelpluim blijft op zijn plaats, terwijl de tektonische plaat (de Nazcaplaat) langzaam over de pluim heenschuift met een snelheid van 0,46 graden (ongeveer 50 kilometer) per miljoen jaar. De vulkaan Wolf is minder dan een half miljoen jaar oud, de oceanische plaat is volgens de theorie van de platentektoniek rond de tien miljoen jaar oud.
De vulkaan Wolf is gelegen op het noordelijke deel van Isabela en ligt op de evenaar, samen met de vulkanen Ecuador, Darwin, Alcedo, Sierra Negra en Cerro Azul vormt de vulkaan het eiland. De vulkaan La Cumbre op het nabijgelegen eiland Fernandina heeft een vergelijkbare vorm. Zij vormen een complex van vulkanen dat typerend is voor de westelijk eilanden in de Galapagosarchipel, de vulkanen zijn hier hoger, hebben grote caldera's en hebben allemaal de vorm van een omgekeerd soepbord. Daarmee verschillen zij in structuur van de vulkanen van de oostelijke eilanden.
Wolf bereikt een hoogte van meer dan 1.700 meter; de caldera is 6 bij 7 km en heeft een diepte van 700 meter. Alleen Cerro Azul heeft een caldera van vergelijkbare diepte. Na de uitbarsting in 1982 stortte delen van de caldera in, waardoor de getrapte vorm ontstond. De vulkaan Wolf heeft zeer steile hellingen tot plaatselijk 35 graden, waardoor toegang tot de krater moeilijk is. De uitbarsting in augustus 1797 is de eerste historisch waargenomen en gedocumenteerde vulkaanuitbarsting op de Galapagoseilanden. Daarna volgden nog 11 uitbarstingen, de laatste twee in 1982 en mei 2015 (over nog een uitbarsting in 1973 bestaat geen duidelijkheid). De uitbarsting van 1982 vond plaats op de zuidoostelijke flank van de berg; in mei 2015 waren er lavastromen die vanaf de oost en noordoostelijke hellingen naar zee liepen.

## De fauna van de vulkaan
De fauna die op de vulkaan voorkomt is uniek en verschilt zowel van de fauna op naburige eilanden als die van de andere vulkanen op het eiland Isabela. De galapagosreuzenschildpad op deze berg wordt sinds ongeveer 2010 als een aparte soort beschouwd: Chelonoidis becki. Verder worden op de vulkaan bastaarden aangetroffen die genen bezitten van de soort die op Pinta voorkomt (Chelonoidis abingdonii) en die van Floreana (Chelonoidis elephantopus).
In 1986 werd naast de veel voorkomende galapagoslandleguaan (Conolophus subcristatus)  ook de roze variant ontdekt. Deze roze variant leeft tussen de 1.400 en 1.700 m boven zeeniveau, in vrij droog gebied waar voornamelijk cactussen groeien. Sinds 2009 wordt deze niet meer als een variant of ondersoort beschouwd, maar als een aparte soort Conolophus marthae. Uit DNA-onderzoek is gebleken dat de gemeenschappelijke voorouder van de zeeleguaan, galapagoslandleguaan en Conolophus marthae meer dan vijf miljoen jaar geleden leefde en dat  Conolophus marthae zich als eerste afsplitste. De gemeenschappelijke voorouder van de zeeleguaan en de galapagoslandleguaan zou veel jonger zijn, een miljoen jaar. Omdat de vulkaan Wolf veel jonger dan vijf miljoen jaar is, plaatst het voorkomen van deze landleguaan op de vulkaan de onderzoekers voor een ingewikkelde evolutionaire puzzel.
Andere diersoorten die werden waargenomen zijn de galápagosbuizerd (Buteo galapagoensis), de galapagostiran (Myiarchus magnirostris) en de endemische ondersoort van de rode tiran (Pyrocephalus rubinus nanus)  en diverse soorten darwinvinken.

## Ecologie
Leefgebieden op de Galapagoseilanden werden tientallen jaren lang zwaar aangetast door verwilderde geiten. Sinds de jaren 1990 zijn acties gestart om deze geiten te verwijderen. In 2005 lukte het om het noordelijk deel van het eiland Isabela vrij van geiten te maken. Het ecologisch effect daarvan werd kort daarop merkbaar, de oorspronkelijke vegetatie herstelde zich.
In 2015 werd gevreesd dat bij de vukaanuitbarsting in mei door lavastromen en asregens veel leefgebied van de landleguanen en reuzenschildpadden verloren zou gaan. Uit onderzoek in juni 2015 bleek dat het effect op de leefgebieden gering is en er geen gevaar bestaat voor de populaties van deze diersoorten.